# 东马圈镇
东马圈镇，是中华人民共和国天津市武清区下辖的一个乡镇级行政单位。

## 行政区划
东马圈镇下辖以下地区：
东马圈村、西马坊村、大谋屯村、小谋屯村、田家务村、张标垡村、半城村、广善村、常庄村、西刘庄村、小南旺村、安标垡村和董标垡村。